# Ramona (Oklahoma)
Ramona es un pueblo ubicado en el condado de Washington en el estado estadounidense de Oklahoma. En el año 2010 tenía una población de 	535 habitantes y una densidad poblacional de 	267,5 personas por km².

## Geografía
Ramona se encuentra ubicado en las coordenadas 36°31′52″N 95°55′25″O / 36.53111, -95.92361 (36.531102, -95.923632).

## Demografía
Según la Oficina del Censo en 2000 los ingresos medios por hogar en la localidad eran de $26,667 y los ingresos medios por familia eran $36,667. Los hombres tenían unos ingresos medios de $27,361 frente a los $24,375 para las mujeres. La renta per cápita para la localidad era de $14,393. Alrededor del 14.7% de la población estaban por debajo del umbral de pobreza.